# فرقة بنات وبس (فلم)
فرقة بنات وبس هو فيلم مصري كوميدي. من إخراج شريف شعبان وبطولة هاني رمزي، وماجد المصري، وأميرة فتحي، ويوسف داود، ورجاء الجداوي، وماجد الكدواني. 
الفيلم أُنتج عام 2000، وهو مقتبس عن الفيلم الأمريكي البعض يفضلونها ساخنة.
تاريخ عرض الفيلم يوافق عيد الفطر في مصر 1421 هـ.

## القصة
زكي وعاصم يشاهدان جريمة قتل ويكتشفهما القاتل فيقرران الهرب، يتخفيا في صورة فتيات ويلتحقن بفرقة موسيقية تعمل بفندق في الغردقة وتحدث مجموعة من المفارقات والمطاردات.

## روابط خارجية
- مقالات تستعمل روابط فنية بلا صلة مع ويكي بيانات